# Mark Van Doren
Mark Van Doren (ur. 13 czerwca 1894, zm. 10 grudnia 1972) – poeta amerykański. 
Pochodził ze stanu Illinois. Jego ojciec był lekarzem. Jego brat, Carl Van Doren, był krytykiem literackim. Obaj bracia studiowali na Columbia University. Mark został na nim nauczycielem akademickim, wykładając przez 40 lat. Był żonaty z powieściopisarką Dorothy Graffe. Jako poeta wydał między innymi Spring Thunder (1924), Jonathan Gentry (1931), A Winter Diary (1935) i The Mayfield Deer (1941). Za zbiór Collected Poems (1939) otrzymał w 1940 Nagrodę Pulitzera w dziedzinie poezji. W 1957 był przewodniczącym American Academy or Arts and Letters. Zmarł w wieku 78 lat w Charlotte Hungerford Hospital w Torrington w stanie Connecticut.